# Clepsis soriana
Clepsis soriana es una especie de polilla del género Clepsis, categorizada en la tribu Archipini, de la subfamilia Tortricinae.

## Distribución
Se distribuye por Siria y Palestina.

## Taxonomía
Fue descrita por Kennel en 1899 y publicada en (Tortrix), Dt. ent. Z. Iris 12: 7.